# Символ колона
Символ или знак колона (₡) — типографский символ, который входит в группу «Символы валют» (англ. Currency Symbols) стандарта Юникод: оригинальное название — Colon sign (англ.); код — U+20A1. Используется, главным образом, для представления денежных единиц, носящих название «колон» — коста-риканского и сальвадорского.
Характерные символы, выполняющие эти функции: для коста-риканского колона — ₡ • ¢; для сальвадорского колона — ₡ • C. Кроме того, для их краткого представления используются коды стандарта ISO 4217: соответственно, CRC (188) и SVC (222).

## Начертание
Символ ₡ представляет собой заглавную латинскую букву «C», перечеркнутую одним или двумя параллельными или диагональными линиями, число и расположение которых зависит исключительно от шрифта, использованного для вывода символа. Образован от первой буквы в названии денежной единицы колон на испанском языке (исп. Colón).

## Использование в качестве сокращения названий денежных единиц
Символ «₡» используется, главным образом, для представления денежных единиц, носящих название «колон»: коста-риканского и сальвадорского. В связи с тем, что при выводе в некоторых шрифтах он становится похожим на символы цента (¢) и седи (₵), последние два также могут использоваться для представления колона. Точно так же иногда символ колона могут заменять заглавная и строчная буквы «Ȼ / ȼ».
Список существующих денежных единиц с названием «колон»
| Денежная единица (на англ. и/или на языке страны эмитента) | Государство (территория) | Период обращения | Варианты краткого представления | Варианты краткого представления | Примеры использования | Примеры использования |
| Денежная единица (на англ. и/или на языке страны эмитента) | Государство (территория) | Период обращения | коды ISO 4217                   | символы                         | на денежных знаках    | на марках             |
| ---------------------------------------------------------- | ------------------------ | ---------------- | ------------------------------- | ------------------------------- | --------------------- | --------------------- |
| Коста-риканский колон (исп. colón)                         | Коста-Рика               | 1897 — н.в.      | CRC (188)                       | ₡ • ¢                           |                       |                       |
| Сальвадорский колон (исп. colón)                           | Сальвадор                | 1919—2004        | SVC (222)                       | ₡ • C                           |                       |                       |